# Lasioderma haemorrhoidale
Lasioderma haemorrhoidale là một loài bọ cánh cứng thuộc chi Lasioderma trong họ Ptinidae.